# Čokolada (roman)
Čokolada je roman angleške avtorice Joanne Harris. Roman je bil preveden v več jezikov, med njimi tudi v slovenščino. Prevedla ga je Polona Prodnik. Knjiga omenja slastne slaščice in sočne napitke iz čokolade, ki v vsakem obudijo določena čustva.

## Vsebina
Eksotična tujka Vianne Rocher s svojo šestletno hčerko Anouk v času posta prispe v majhno francosko vasico Lansquenet. Nasproti cerkve Vianne odpre čokoladni butik, kjer prodaja svoje najokusnejše slaščice in napitke, ki v vaščanih vzbudi skrite apetite. Grof de Reynaud Vianne razglasi kot sovražnico, saj prebivalci vasi drug za drugim v času posta in odrekanja prihajajo v čokoladnico in podležejo slastni čokoladi. Prepričan je, da bo čokolada vzbudila razvrat in bo pokopala njihove moralne zakone. V Vianne nepričakovana  romanca s skrivnostnim tujcem Rouxem prebudi skrito hrepenenje. Tako je prisiljena izbirati med dvema možnostma: zapustiti vasico ali pa poskrbeti, da se bo v vasi nekaj spremenilo…

## Izdaje in prevodi
Knjiga je v Veliki Britaniji izšla že leta 1999. V Sloveniji pa je prvič izšla leta 2008. V letu 2009, pa je izšla tudi mehka vezava.

## Priredbe
Po romanu je bil leta 2000 posnet tudi film Čokolada režiserja Lassea Hallströma v katerem glavne vloge igrajo Juliette Binoche, Judi Dench, Alfred Molina, Lena Olin in Johnny Depp.